# يوجو (مغنية)
تشوي يونا بالـهانغل (최유나) ولدت في 4 أكتوبر 1997. تعرف باسم يوجو وهي مغنية رئيسية في فرقة جيفريند.

## حياتها
ولدت في غيونغي، كوريا الجنوبية. فصيلة دمها B ولديها اخت اصغر منها. تدربت في لوين إنترتينمنت,كما انها متدربة سابقة في كيوب إنترتينمنت. درست في مدرسة سول للفنون التعبيرية وتخرجت منها في عام 2016 مع اونها.
أول ظهور لها كان في برنامج K-pop Star في عام 2011 عندما كانت في الخامسة عشر من عمرها حيث رفضها جيوايبي ووصف صوتها بالعادي.

## الاغاني

### البرامج الغنائية
- I Love You" - 2015" ( برنامج ملك الغناء المقنع حلقة 17)
- Without A Heart" - 2015" (برنامج ملك الغناء المقنع حلقة 18)
- 2017 - "When Our Lives End" (برنامج Immortal Songs 2)
- 2017 - "On the Road" (برنامج singderella)

### التعاونات
- Cherish" - 2016" ( مع سونيول عضو ابتنشن)
- Heart Signal" - 2017" ( مع جي هو عضو IZ)
- First Love" - 2017" ( مع جونغ كي)
- 2018 - "Love Rain" (مع سوران)

### أو اس تي
- 2015 - "Spring is Gone by Chance" ( بالتعاون مع لوكو - مسلسل الفتاة التي ترى الروائح)
- 2015 - "Spring is Gone by Chance ( الإصدار الصوتي)
- Billy & the Brave Guys" - 2016" ( فيلم Chicken Hero)

### الحفلات المنفردة
- 2018 - "Heaven" ( الحفل المنفرد الأول "Season of GFRIEND")

## الجوائز

### Melon Music Awards
| السنة | عنوان الاغنية                             | الجائزة       |
| ----- | ----------------------------------------- | ------------- |
| 2015  | "Spring Is Gone by Chance" by Yuju & Loco | افضل او اس تي |

## معلومات عامة
- اسمها الفني يعني الفضاء.
- تتحدث اللغة الإنجليزية بطلاقة.
- لقبها في الفرقة هو العضوة الذهبية.
- لديها من فوبيا المرتفعات.
- كانت زميلة دوكيوم عضو سفنتين.
- تدربت إلى جانب سونغجاي عضو بي تو بي.
- كان لديها قناة على اليوتيوب باسم "Yuna Choi"، وكانت تنشر فيها مقاطع غنائية.
- تستطيع العزف على القيتار.
- تحب رقص البالية والرقص على الجليد.

## روابط خارجية
- يوجو على موقع IMDb (الإنجليزية)
- يوجو على موقع ميوزك برينز (الإنجليزية)
- يوجو على موقع ديسكوغز (الإنجليزية)